# 薩德勒斯維爾 (馬里蘭州)
薩德勒斯維爾（英語：Sudlersville）是一個位於美國馬里蘭州安妮女王縣的市鎮。

## 人口
根據2020年美國人口普查的數據，薩德勒斯維爾的面積為3.94平方千米，當中陸地面積為3.94平方千米，而水域面積為0.00平方千米。當地共有人口507人，而人口密度為每平方千米129人。